# Ecnomios niger
Ecnomios niger är en stekelart som beskrevs av Sergey A. Belokobylskij 1993. Ecnomios niger ingår i släktet Ecnomios och familjen bracksteklar. Inga underarter finns listade i Catalogue of Life.